# فهرست پرفروش‌ترین هنرمندان موسیقی
در زیر فهرستی تأیید شده از پرفروش هنرمندان موسیقی (کسانی که فروش تخمینی ۷۵ میلیون نسخه یا بیشتر از این تعداد را دارند) از نیمه دوم قرن بیستم تاکنون قرار داده شده است. فقط هنرمندانی که ارقام فروش تخمینی آنها را می توان با سیستم های صدور گواهی‌نامه فروش موسیقی ضبط‌شده سنجش کرد، (اولین مورد در اواخر دهه ۱۹۵۰ اعلام شد) شامل می شوند. جداول با هر رقم فروش تخمینی آنها همراه با کل واحدهای دارای گواهینامه مستقل (تعداد فروش نسخه های مجاز) لیست شده اند و هنرمندی با بالاترین میزان فروش تخمینی در بالا قرار دارد. اگر دو یا چند هنرمند فروش ادعا شده یکسان داشته باشند، سپس توسط تعداد فروش نسخه های مجاز رتبه بندی می شوند. رقم فروش ادعا شده و کل نسخه های مجاز (برای هر کشور) در منابع ارائه شده شامل فروش آلبوم‌ها ، تک آهنگ‌ها ، آلبوم های تلفیقی ، موزیک ویدیوها و همچنین تعداد دانلود نسخه های دیجیتال تک آهنگ‌ها و آلبوم های کامل است. ارقام فروشی، مانند ارقام مربوط به ام‌آرسی دیتا، که گاه توسط مجله بیلبورد منتشر می شود، در ستون واحدهای گواهی شده موجود نیست.
از سال ۲۰۱۷، هم بر اساس ادعاهای فروش و هم بر اساس واحدهای تایید شده، بیتلز پرفروش ترین گروه در نظر گرفته می‌شود. همچنین  الویس پریسلی و مایکل جکسون بر اساس ادعاهای فروش پرفروش ترین هنرمندان انفرادی به حساب می‌آیند.

## نکاتی در مورد ارقام و رتبه‌بندی فهرست
تمام هنرمندان موجود در این لیست، ارقام فروش ادعا شده‌شان حداقل ٪۲۰ ارقام فروش نسخه‌های مجازشان است. به همین دلیل است که کلیف ریچارد، دیانا راس، اسکورپیونز، بینگ کراسبی ، دیپ پرپل ، آیرن میدن، تام جونز، جکسون ۵، دیان وارویک، اسپایس گرلز، دالی پارتن، آزی آزبورن، آندره بوچلی و دیگران در این فهرست گنجانده نشده اند. هرچه هنرمند جدیدتر باشد، درصد مورد نیاز نسخه‌های مجاز بیشتر است. این به این دلیل است که از دهه های ۱۹۸۰ و ۱۹۹۰ به بعد بازارهای موسیقی در کشور های بیشتری سیستم گواهی‌نامه فروش موسیقی ضبط‌شده را ایجاد کرده اند و آمار ها بسیار جامع‌تر و دقیق ترند. بنابراین از هنرمندانی مانند ریحانا، کریس براون، تیلور سوئیفت، فلو ریدا، کیتی پری، دریک، جاستین بیبر، ادل، لیدی گاگا، برونو مارس، نیکی میناژ و اد شیرن انتظار می رود ارقام فروش ادعا شده‌شان حداقل ٪۷۵ فروش نسخه‌های مجازشان باشد. 
تعداد فروش نسخه‌های مجاز هنرمندان جدید ممکن است گاهی بالاتر از ارقام فروش ادعا شده در فهرست آنها باشد. این به این دلیل است که انجمن صنعت ضبط موسیقی ایالات متحده آمریکا (RIAA) و تقریباً همه نهادهای مجاز دیگر برای دادن ارقام و گواهی‌نامه های فروش به جای حساب کردن تعداد نسخه های دیجیتال فروخته شده، با توجه به تعداد استریم تک‌آهنگ یا آلبوم مورد نظر تعداد فروش منتشر می‌کنند. به همین دلیل، برخی از تک آهنگ ها و حتی آلبوم ها بیشتر از تعداد فروش نسخه‌هایشان گواهی می گیرند. 
یکی از این نمونه ها تک‌آهنگ "عشق را یافتیم" ریحانا است که توسط RIAA برای ۹ بار پلاتینوم تایید شده است (۹ میلیون نسخه)، اما در زمان صدور گواهینامه، ۵/۴ میلیون نسخه فروخته بود.

## هنرمندان بر پایهٔ میزان فروش

### ۲۵۰ میلیون نسخه و بیشتر

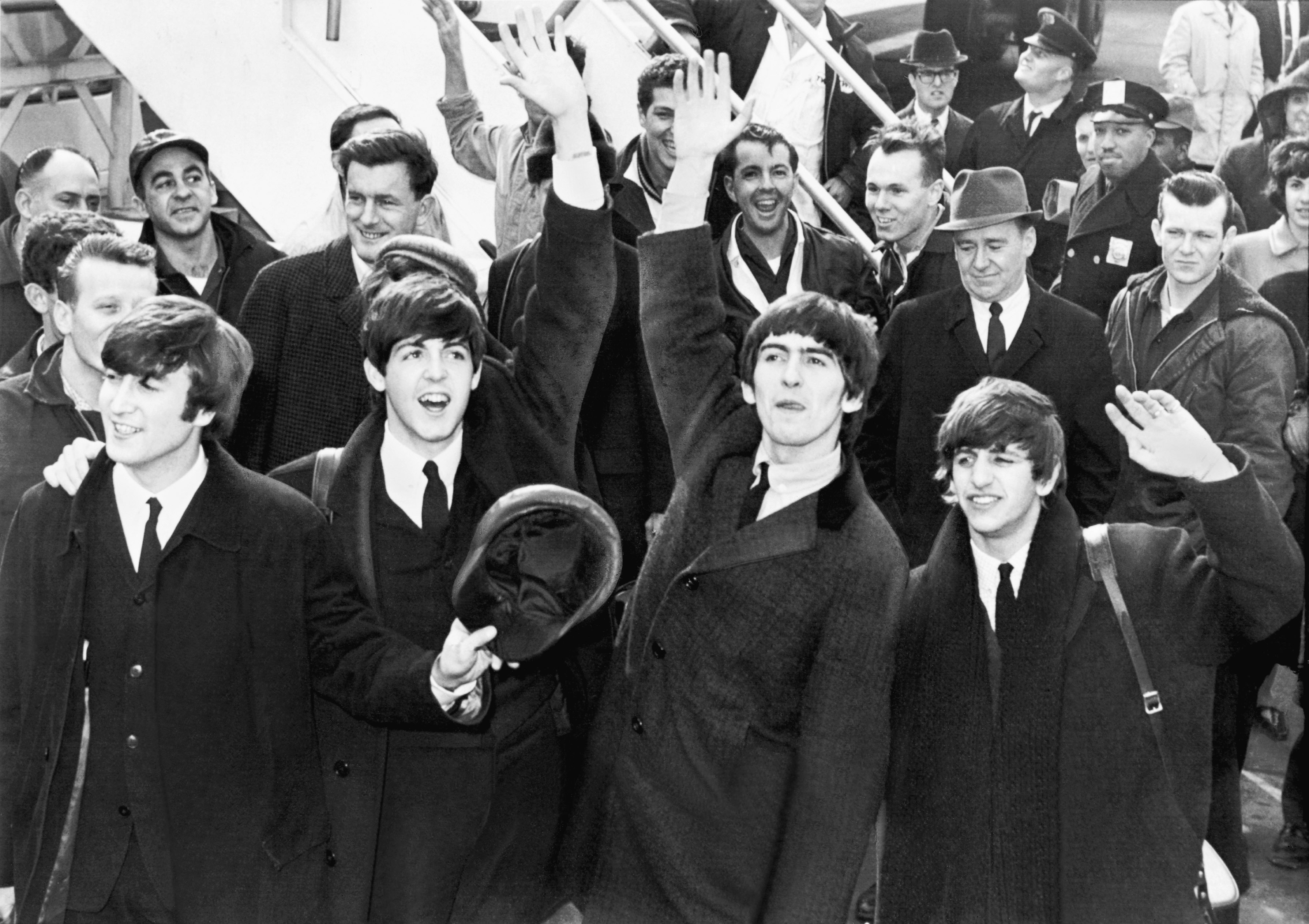
بیتلز
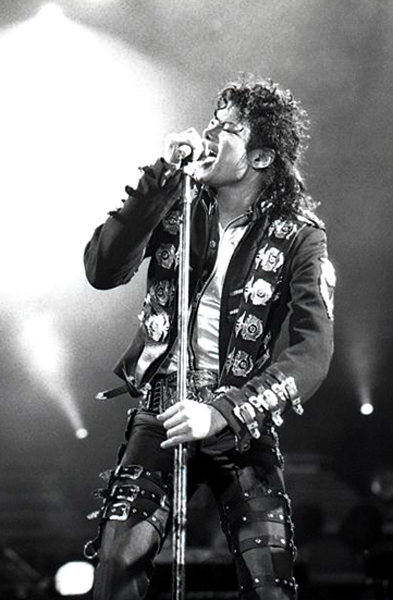
مایکل جکسون
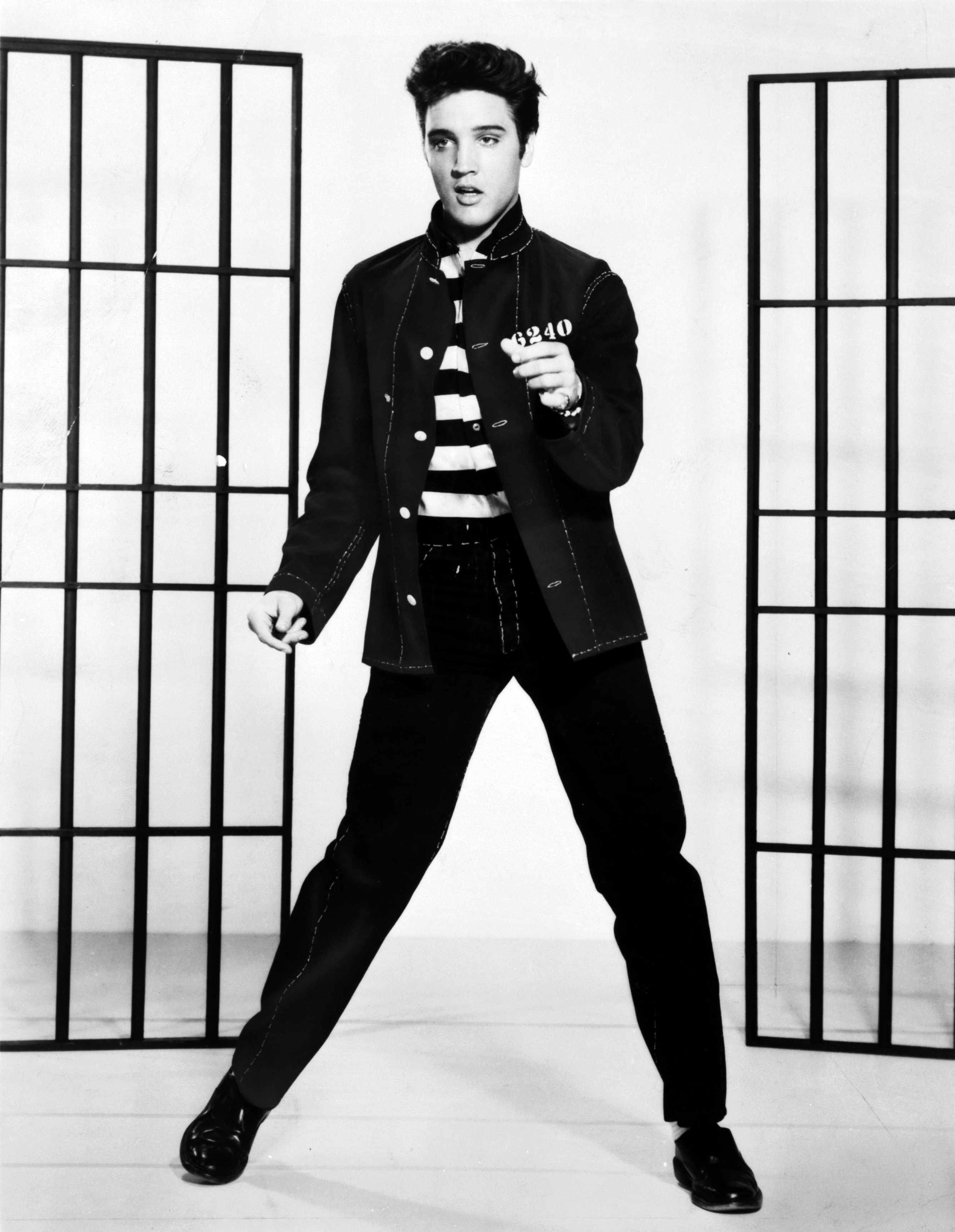
الویس پرسلی
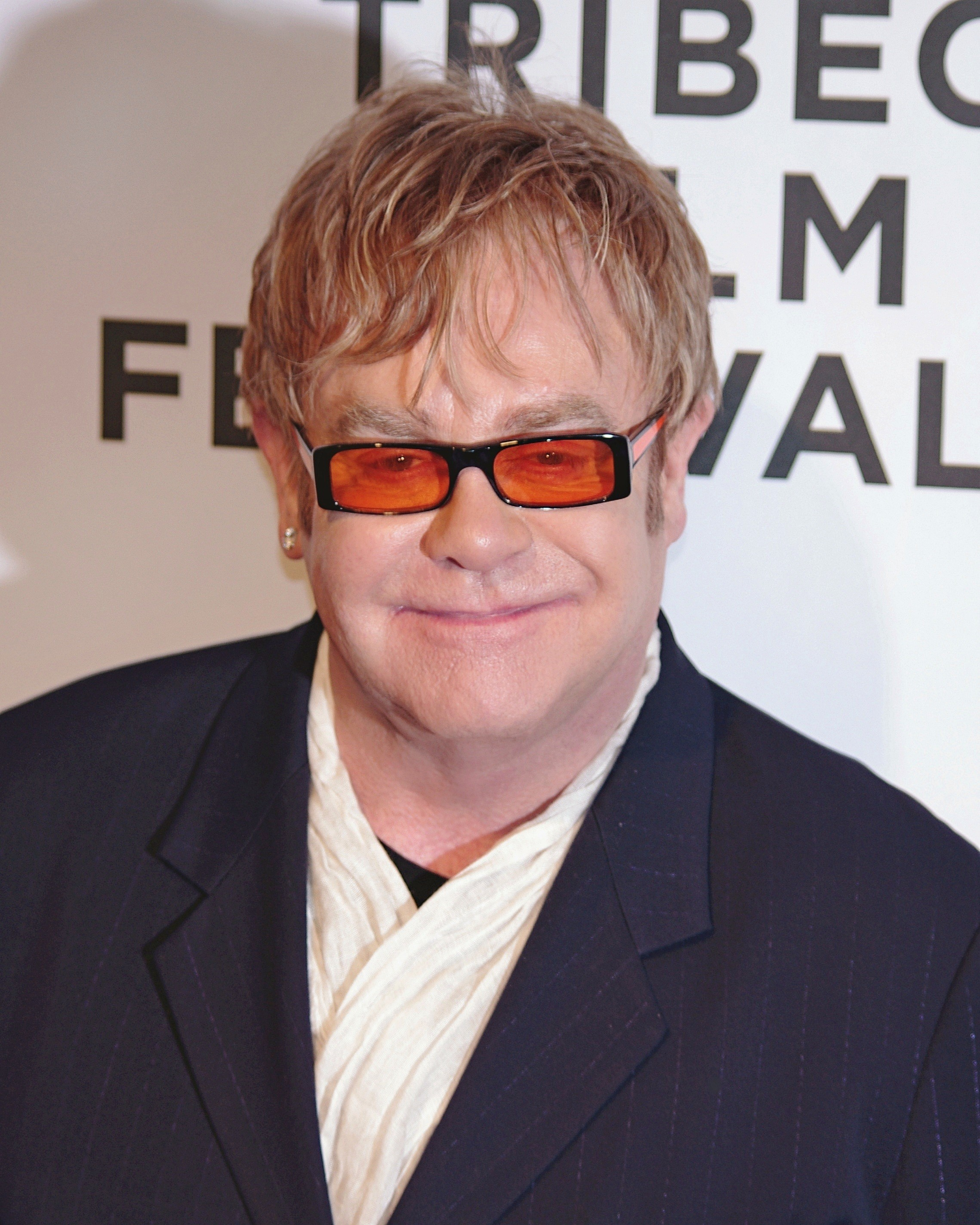
التون جان
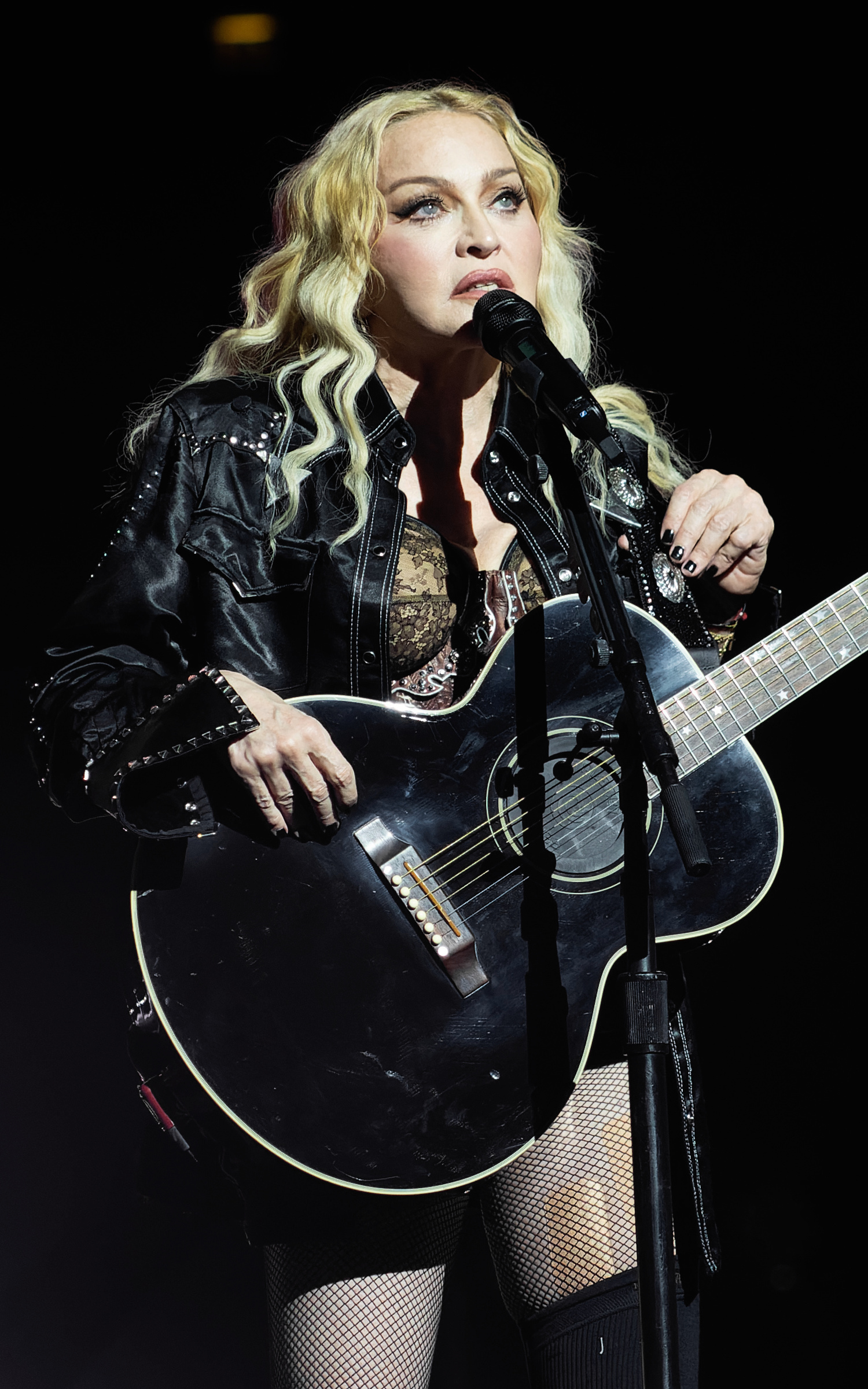
مدونا
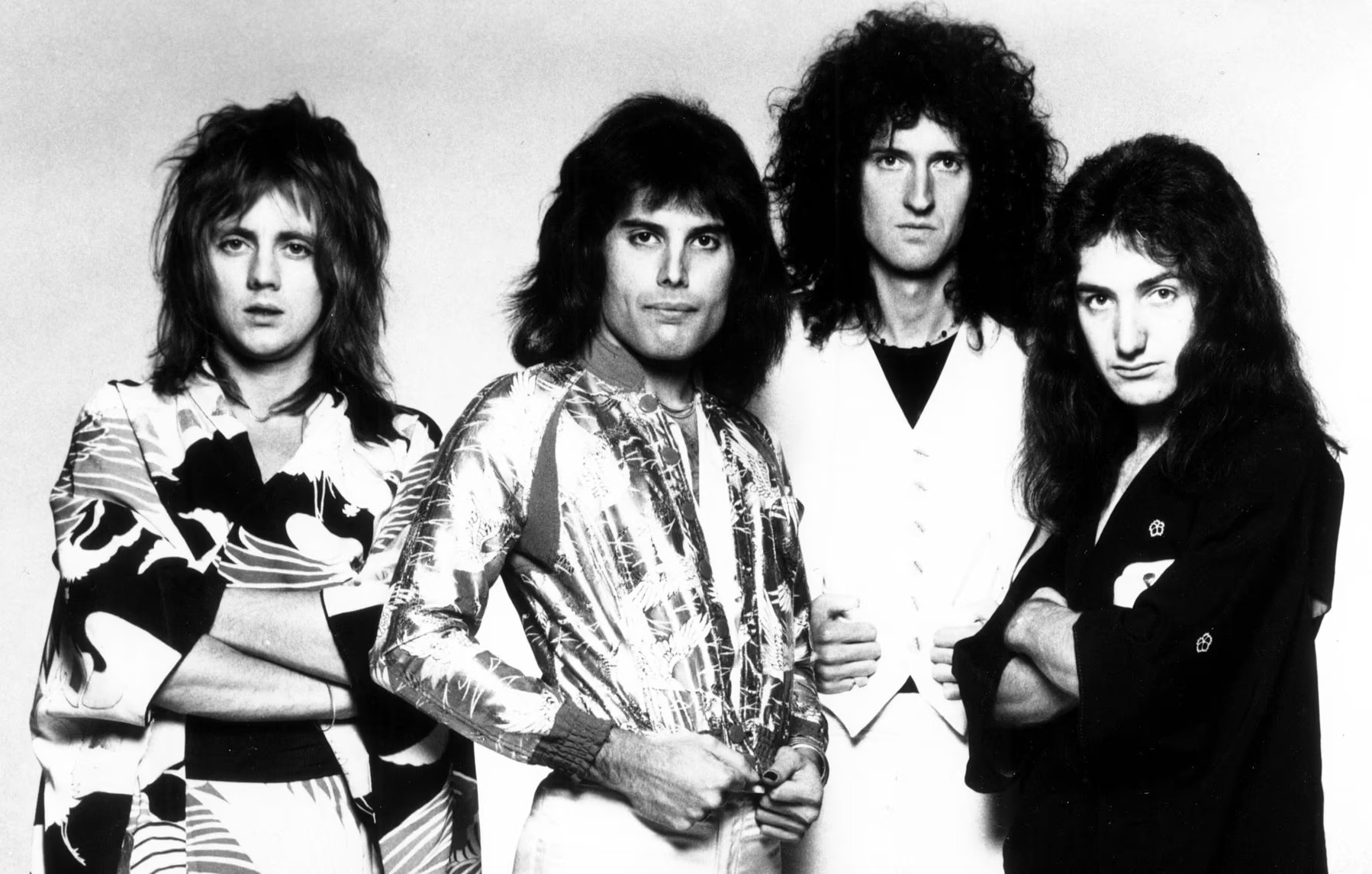
کوئین
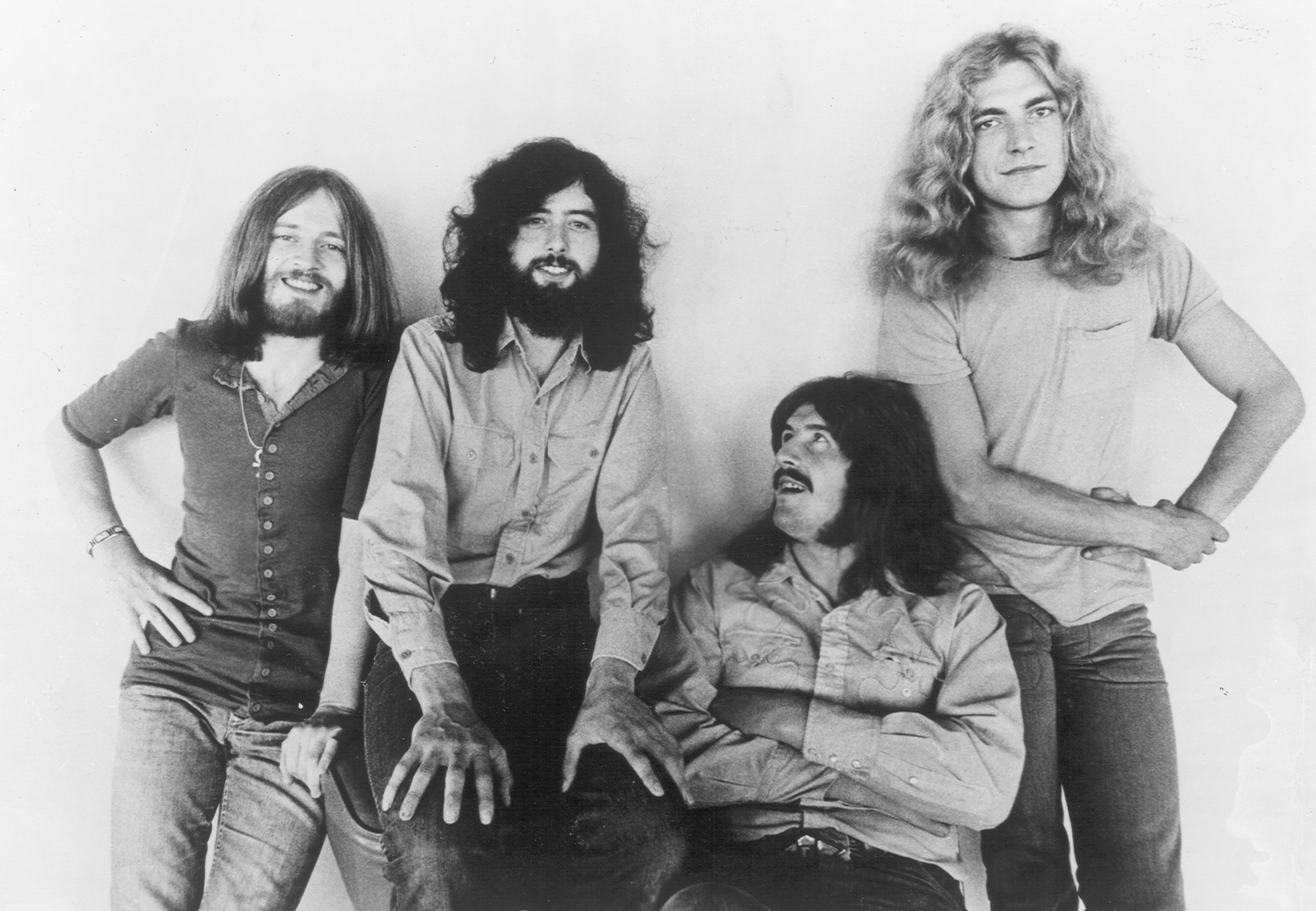
لد زپلین

| هنرمند        | کشور         | دوره فعالیت                | سال پخش نخستین اثر واردشده به جدول | ژانر                                  | فروش گواهی‌دار (از بازار رسمی) | فروش مدعی‌شده          |
| ------------- | ------------ | -------------------------- | ---------------------------------- | ------------------------------------- | ----------------------------- | --------------------- |
| بیتلز         | بریتانیا     | ۱۹۶۰–۱۹۷۰                  | ۱۹۶۲                               | موسیقی راک / موسیقی پاپ               | ۲۹۵.۵ میلیون                  | ۶۰۰ میلیون ۵۰۰ میلیون |
| مایکل جکسون   | ایالات متحده | ۱۹۶۴–۲۰۰۹                  | ۱۹۷۱                               | پاپ / راک / رقص / سول / ریتم اند بلوز | ۲۹۰.۵ میلیون                  | ۵۰۰ میلیون ۴۰۰ میلیون |
| الویس پرسلی   | ایالات متحده | ۱۹۵۳–۱۹۷۷                  | ۱۹۵۶                               | راک اند رول / پاپ / انجیل / کانتری    | ۲۳۴.۷ میلیون                  | ۵۰۰ میلیون            |
| التون جان     | بریتانیا     | ۱۹۶۲–اکنون                 | ۱۹۷۰                               | پاپ / راک                             | ۲۱۵.۱ میلیون                  | ۳۰۰ میلیون ۲۵۰ میلیون |
| مدونا         | ایالات متحده | ۱۹۷۹–اکنون                 | ۱۹۸۲                               | پاپ / دنس / الکترونیک                 | ۱۹۱.۱ میلیون                  | ۳۰۰ میلیون ۲۵۰ میلیون |
| کوئین         | بریتانیا     | ۱۹۷۱–اکنون                 | ۱۹۷۳                               | راک                                   | ۱۹۰.۱ میلیون                  | ۳۰۰ میلیون ۲۵۰ میلیون |
| لد زپلین      | بریتانیا     | ۱۹۶۸–۱۹۸۰                  | ۱۹۶۹                               | هارد راک / بلوز راک / فولک راک        | ۱۴۳.۱ میلیون                  | ۳۰۰ میلیون ۲۰۰ میلیون |
| ریانا         | باربادوس     | ۲۰۰۳–اکنون                 | ۲۰۰۵                               | آراندبی / پاپ / دنس / هیپ-هاپ         | ۴۰۳.۲ میلیون                  | ۲۵۰ میلیون ۲۳۰ میلیون |
| پینک فلوید    | بریتانیا     | ۱۹۶۵–۱۹۹۶, ۲۰۰۵, ۲۰۱۲–۲۰۱۴ | ۱۹۶۷                               | پراگرسیو راک / سایکدلیک راک           | ۱۲۴.۸ میلیون                  | ۲۵۰ میلیون ۲۰۰ میلیون |
| رولینگ استونز | بریتانیا     | ۱۹۶۲–اکنون                 | ۱۹۶۳                               | راک / بلوز راک                        | ۱۰۴.۱ میلیون                  | ۲۵۰ میلیون ۲۰۰ میلیون |

### ۲۰۰ میلیون تا ۲۴۹ میلیون نسخه

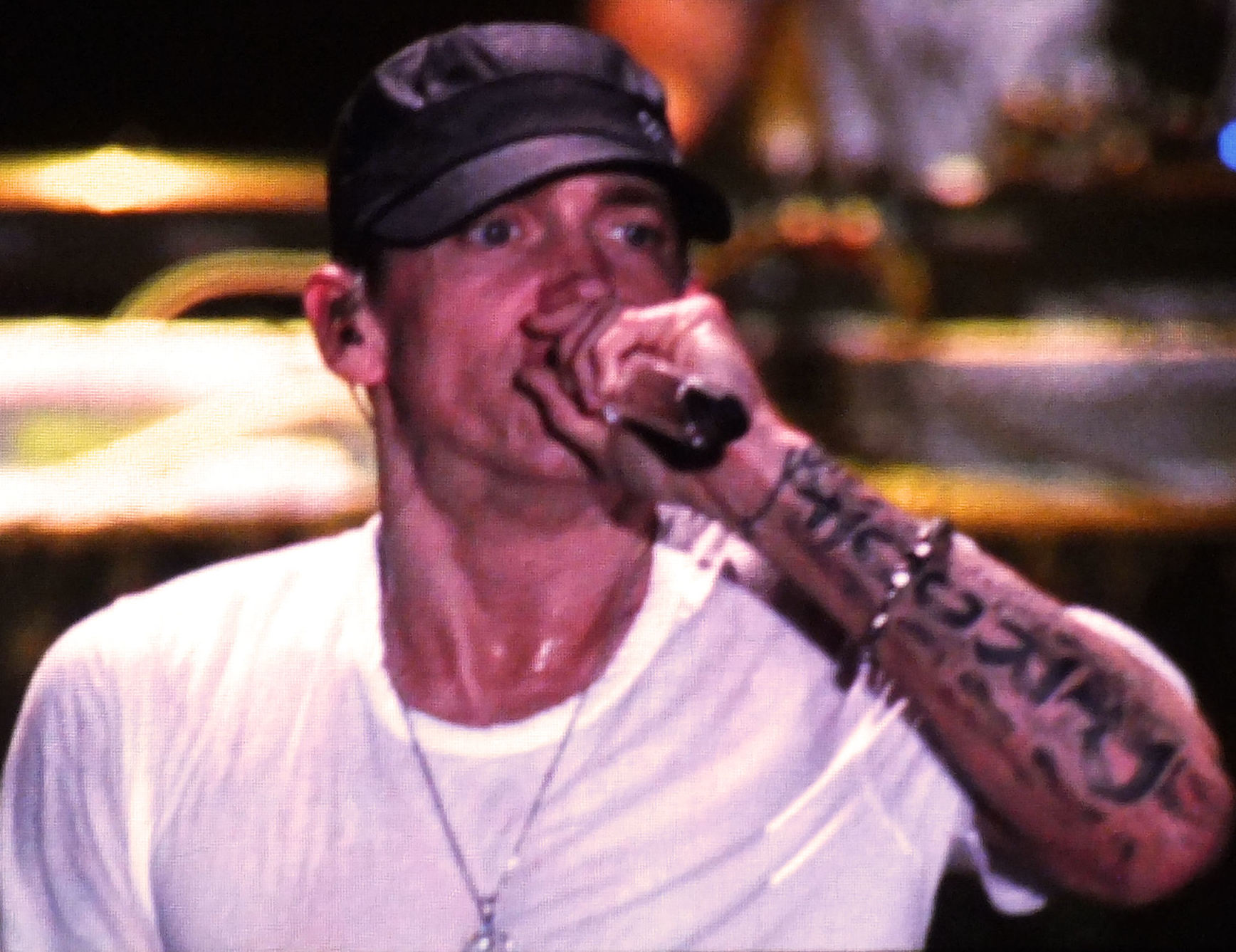
امینم
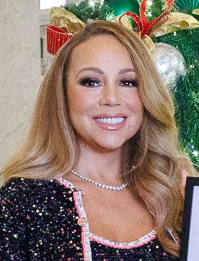
ماریا کری
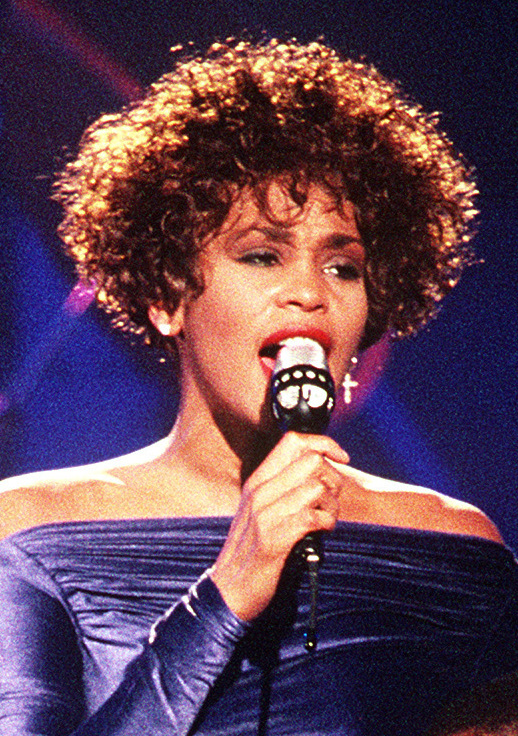
ویتنی هیوستون
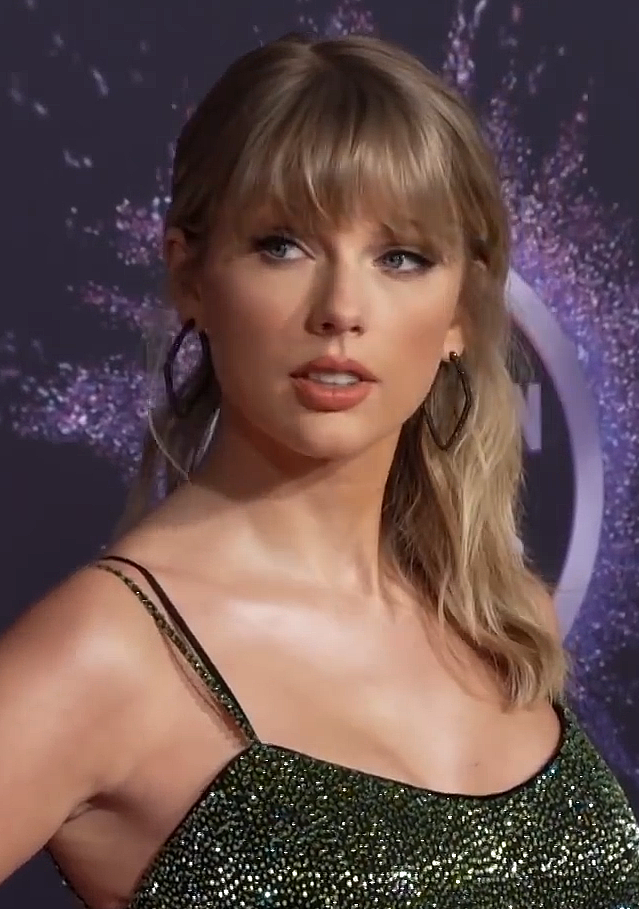
تیلور سوئیفت
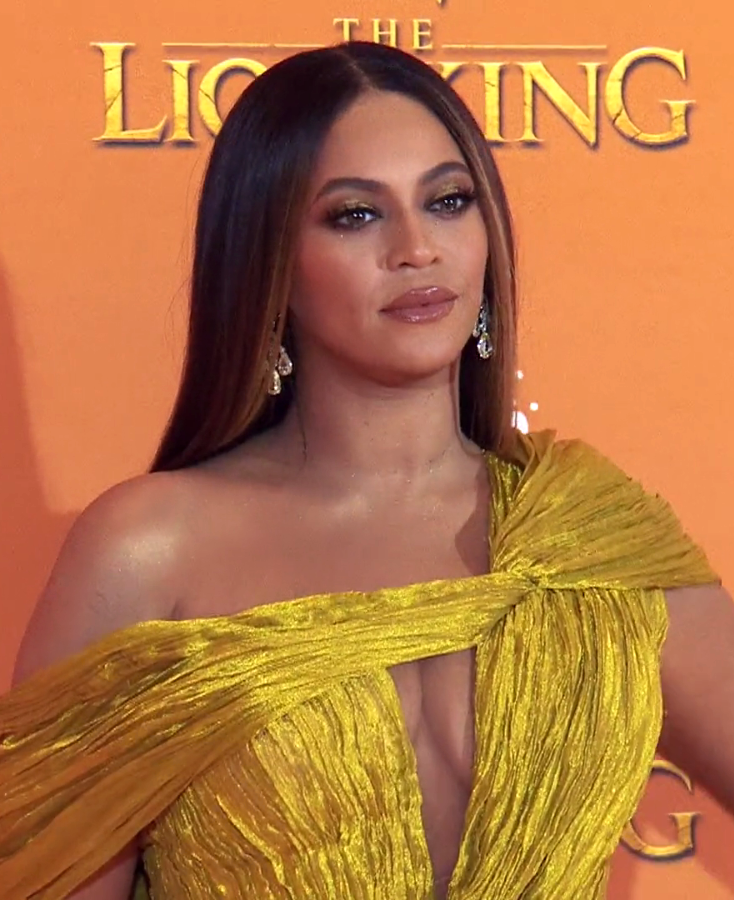
بیانسه
ایگلز
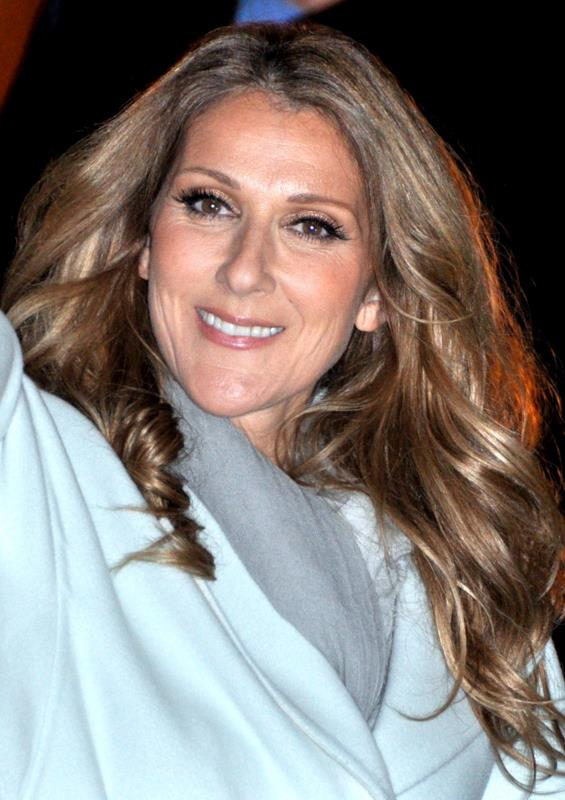
سلین دیون

| هنرمند        | کشور         | دوره فعالیت           | سال پخش نخستین اثر واردشده به جدول | ژانر                                            | فروش گواهی‌دار (از بازار رسمی) | فروش مدعی‌شده          |
| ------------- | ------------ | --------------------- | ---------------------------------- | ----------------------------------------------- | ----------------------------- | --------------------- |
| امینم         | ایالات متحده | ۱۹۹۶–اکنون            | ۱۹۹۹                               | هیپ هاپ                                         | ۳۴۵.۸ میلیون                  | ۲۲۰ میلیون            |
| ماریا کری     | ایالات متحده | ۱۹۸۸–اکنون            | ۱۹۹۰                               | آراندبی / پاپ / سول / هیپ هاپ                   | ۲۲۵.۲ میلیون                  | ۲۲۰ میلیون            |
| ویتنی هیوستون | ایالات متحده | ۱۹۷۷–۲۰۱۲             | ۱۹۸۴                               | آراندبی / سول / پاپ / دنس پاپ / گاسپل           | ۱۶۴.۹ میلیون                  | ۲۲۰ میلیون            |
| تیلور سوئیفت  | ایالات متحده | ۲۰۰۶–اکنون            | ۲۰۰۶                               | پاپ / کانتری / راک / فولک معاصر / آلترناتیو راک | ۲۹۸.۹ میلیون                  | ۲۰۰ میلیون ۱۷۰ میلیون |
| بیانسه        | ایالات متحده | ۱۹۹۷–اکنون            | ۲۰۰۲                               | آراندبی / پاپ / هیپ-هاپ                         | ۲۴۸.۱ میلیون                  | ۲۰۰ میلیون ۱۶۰ میلیون |
| ای‌سی/دی‌سی     | استرالیا     | ۱۹۷۳–اکنون            | ۱۹۷۵                               | هارد راک / بلوز راک / راک اند رول               | ۱۷۲.۱ میلیون                  | ۲۰۰ میلیون            |
| ایگلز         | ایالات متحده | ۱۹۷۱–۱۹۸۰, ۱۹۹۴–اکنون | ۱۹۷۲                               | راک                                             | ۱۵۳.۷ میلیون                  | ۲۰۰ میلیون            |
| سلین دیون     | کانادا       | ۱۹۸۱–اکنون            | ۱۹۸۱                               | پاپ / شانسون / آراندبی / راک                    | ۱۴۵.۴۸ میلیون                 | ۲۰۰ میلیون            |